# Sligo Rovers
Der Sligo Rovers Football Club ist ein 1928 gegründeter Fußballverein aus der nordwest-irischen Stadt Sligo. Der Verein spielt mit zwei Unterbrechungen in den 1940er und 1960er Jahren seit 1934 in der League of Ireland. Sowohl der Klub als auch das Stadion The Showgrounds gehören den Einwohnern der Stadt Sligo, wobei das Stadion 1968 von einer Stiftung erworben wurde, um den Rovers eine sichere Heimat zu geben.

## Geschichte

### Frühe Jahre (bis 1940)
Bereits von 1908 bis 1919 existierten Mannschaften mit Namen Rovers in Sligo, der heutige Verein entstand jedoch erst am 27. September 1928 aus der Fusion von Sligo Town mit den Sligo Blues; jedoch absolvierte eine Auswahl beider Mannschaften bereits am 23. September das erste Spiel als Rovers. In den ersten Jahren spielten die Rovers in unteren Ligen, doch nach der Meisterschaft in der Liga der Grafschaft Leinster 1933/34 wurden die Rovers 1934 in die League of Ireland aufgenommen. Bereits die erste Spielzeit konnten die Rovers auf dem dritten Platz beenden und zwei Jahre später wurden die Rovers mit 10 Punkten Vorsprung vor Dundalk FC erstmals irischer Meister. Die Saison als Meister war mit einem sechsten Platz wenig erfolgreich. Doch sowohl 1939 wie 1940 konnte sich der Verein unter den drei besten halten und es gelang jeweils der Einzug ins Finale des irischen Pokals; jedoch wurden beide verloren, das erste gegen Shelbourne FC erst nach einem 1:1 im ersten Finale in einem Wiederholungsspiel mit 0:1, das Finale 1940 verlor man klar mit 0:3 gegen die Shamrock Rovers.
1940 wollten die Rovers wegen des beginnenden Zweiten Weltkrieges, solange dieser andauert, nicht mehr an der League of Ireland teilnehmen und baten um eine Beurlaubung für die Dauer des Krieges, die übrigen Vereine der Liga verwehrten diese. Als die Rovers dennoch nicht an der Spielzeit 1940/41 teilnahmen, wurden sie ausgeschlossen.

### 1940er bis 1960er Jahre
Nach dem Krieg wurden Anträge auf Wiederaufnahme in die Liga sowohl für die Saison 1946/47 als auch für 1947/48 abgelehnt, erst 1948 wurden die Rovers gemeinsam mit den Transport Rovers für die Liga zugelassen. Nach der Vizemeisterschaft 1951 waren die weiteren 1950er Jahre von finanziellen und personellen Problemen geprägt; oft hatten die Rovers keinen richtigen Trainer, 1960 konnte der Club sogar nur durch eine Spendensammlung Haus-zu-Haus vor dem finanziellen Aus gerettet werden. 1961 und 1962 beendeten die Rovers die Saison zweimal in Folge als schlechteste Mannschaft, als nun die Liga beschloss, von zehn auf acht Teams zu reduzieren, waren die Rovers der natürliche Kandidat. Nachdem die Rovers das zweite Mal nach 1940 aus der Liga ausgeschlossen wurden, traten sie aus Protest auch aus dem irischen Fußballverband aus. Doch schon im nächsten Jahr beschloss die Liga die erneute Erweiterung auf zehn Teams, so dass die Rovers bereits 1963/64 wieder in der höchsten Spielklasse spielten. Auch die 1960er Jahre waren wieder von finanziellen Problemen geprägt.

### 1970er Jahre bis heute
In den 1970er Jahren ging es aber sportlich schnell aufwärts; 1970 stand man zum dritten Mal, erneut erfolglos, im irischen Pokalfinale. 1976 und 1977 verlor man jeweils das Finale des Ligapokals. Jedoch konnte man im Jahr 1977 die irische Meisterschaft gewinnen. 1978 verlor man in der ersten Runde des Europapokals Hin- wie Rückspiel mit 0:3, außerdem stand man zum vierten Mal und 1981 zum fünften Mal erfolglos im Finale des irischen Pokals, ein Sieg sollte erst bei sechsten Versuch 1983; im Halbfinale gegen die Cobh Ramblers konnte nach zwei Unentschieden erst in der Nachspielzeit des zweiten Wiederholungs- und dritten Spiel insgesamt für die Rovers entschieden werden. Die Bohemians konnten im Finale in einer Regenschlacht besiegt werden; im Europapokal der Pokalsieger verlor man jedoch in der ersten Runde beide Spiele gegen den finnischen Vertreter Haka Valkeakoski, das war jedoch nur der Anfang eines der schlechtesten Jahre der Klubgeschichte nach zwei Siegen in den ersten sechs Spielen, gewann man keines der letzten 23 Spiele und verlor dabei alle bis auf drei. Die übrigen 1980er Jahre waren nicht wesentlich besser, die Rovers spielten meist in der neu gebildeten First Division und 1987 wurde aufgrund erneuter finanzieller Probleme die Auslösung der Clubs diskutiert. Mitte der 1990er Jahre wurde es erst wieder besser, 1994 gelangen der zweite Pokalsieg und der Aufstieg in die Premier Division. Die erste Runde des Pokalsiegerpokals konnte erstmals siegreich gemeistert werden, mit einem torlosen Unentschieden im Hinspiel genügte ein 1:0 im Rückspiel gegen Floriana FC aus Malta; der Gegner der zweiten Runde, der FC Brügge erwies zeigte sich jedoch als zu spielstark, die Rovers verloren beide Spiele. 1996 wurden die Rovers Vizeligapokalsieger und qualifizierten sich für den UI-Cup, in diesem gelangen in der Gruppenphase zwei Heimunentschieden bei zwei verlorenen Spielen auswärts.
Nach einem zwischenzeitlichen Abstieg im Sommer 2000 spielen die Rovers seit 2006 wieder in der Premier Division. In der Saison 2010 entschieden sie nach dem Gewinn des Ligapokals auch das Pokalfinale für sich, in dem sich Sligo mit 2:0 gegen den amtierenden Meister Shamrock Rovers durchsetzte. In der Saison 2012 sicherte sich der Klub schon am drittletzten Spieltag durch einen 3:2-Erfolg gegen den direkten Konkurrenten St Patrick’s Athletic nach 35 Jahren die dritte Meisterschaft der Klubgeschichte.

## Erfolge
- Irischer Meister (3) 
  - 1937, 1977, 2012

- Irischer Pokalsieger (5) 
  - 1983, 1994, 2010, 2011, 2013

- Irischer Ligapokalsieger (2) 
  - 1998, 2010

- Setanta Sports Cup (1) 
  - 2014

## Europapokalbilanz
| Saison  | Wettbewerb                    | Runde                  | Gegner              | Gesamt          | Hin     | Rück          |
| ------- | ----------------------------- | ---------------------- | ------------------- | --------------- | ------- | ------------- |
| 1977/78 | Europapokal der Landesmeister | 1. Runde               | Roter Stern Belgrad | 0:6             | 0:3 (A) | 0:3 (H)       |
| 1983/84 | Europapokal der Pokalsieger   | 1. Runde               | Haka Valkeakoski    | 0:4             | 0:1 (H) | 0:3 (A)       |
| 1994/95 | Europapokal der Pokalsieger   | Qualifikation          | FC Floriana         | 3:2             | 2:2 (A) | 1:0 (H)       |
| 1994/95 | Europapokal der Pokalsieger   | 1. Runde               | FC Brügge           | 2:5             | 1:2 (H) | 1:3 (A)       |
| 1996    | UEFA Intertoto Cup            | Gruppenphase           | SC Heerenveen       | 0:0             | 0:0 (H) |               |
| 1996    | UEFA Intertoto Cup            | Gruppenphase           | Lillestrøm SK       | 0:4             | 0:4 (A) |               |
| 1996    | UEFA Intertoto Cup            | Gruppenphase           | FC Nantes           | 3:3             | 3:3 (H) |               |
| 1996    | UEFA Intertoto Cup            | Gruppenphase           | FBK Kaunas          | 0:1             | 0:1 (A) |               |
| 2009/10 | UEFA Europa League            | 1. Qualifikationsrunde | KS Vllaznia Shkodra | 2:3             | 1:2 (H) | 1:1 (A)       |
| 2011/12 | UEFA Europa League            | 3. Qualifikationsrunde | Worskla Poltawa     | 0:2             | 0:0 (A) | 0:2 (H)       |
| 2012/13 | UEFA Europa League            | 2. Qualifikationsrunde | FC Spartak Trnava   | 2:4             | 1:3 (A) | 1:1 (H)       |
| 2013/14 | UEFA Champions League         | 2. Qualifikationsrunde | Molde FK            | 0:3             | 0:1 (H) | 0:2 (A)       |
| 2014/15 | UEFA Europa League            | 1. Qualifikationsrunde | Banga Gargždai      | 4:0             | 0:0 (A) | 4:0 (H)       |
| 2014/15 | UEFA Europa League            | 2. Qualifikationsrunde | Rosenborg Trondheim | 3:4             | 2:1 (A) | 1:3 (H)       |
| 2021/22 | UEFA Europa Conference League | 1. Qualifikationsrunde | FH Hafnarfjörður    | 1:3             | 0:1 (A) | 1:2 (H)       |
| 2022/23 | UEFA Europa Conference League | 1. Qualifikationsrunde | Bala Town           | 2:2 (4:3 i. E.) | 2:1 (A) | 0:1 n. V. (H) |
| 2022/23 | UEFA Europa Conference League | 2. Qualifikationsrunde | FC Motherwell       | 3:0             | 1:0 (A) | 2:0 (H)       |
| 2022/23 | UEFA Europa Conference League | 3. Qualifikationsrunde | Viking Stavanger    | 2:5             | 1:5 (A) | 1:0 (H)       |

Gesamtbilanz: 32 Spiele, 7 Siege, 7 Unentschieden, 18 Niederlagen, 27:51 Tore (Tordifferenz −24)
Stand: 12. August 2022